# Quốc huy Venezuela

Quốc huy Venezuela

Quốc huy Venezuela chính thức được Quốc hội Venezuela phê chuẩn vào ngày 18 tháng 4 năm 1836. Trải qua các giai đoạn lịch sử, một số chi tiết trên quốc huy Venezuela đã thay đổi đôi chút. Vào ngày 17 tháng 2 năm 1954, Luật Quốc kỳ, Quốc huy và Quốc ca của Venezuela được ban bố để quy định cụ thể những hình ảnh chiếc quốc huy nước này.
Quốc huy Venezuela được chia làm ba phần tương ứng với ba màu sắc trên quốc kỳ. Trên phần màu đỏ có hình ảnh 24 bông lúa mì, tượng trưng cho 24 tiểu bang Venezuela lúc đó và sự thịnh vượng của dân tộc. Phần màu vàng có hình ảnh một thanh kiếm, một thanh gươm lưỡi cong, ba ngọn giáo và hai lá quốc kỳ được buộc với nhau bởi cành nguyệt quế, tượng trưng cho chiến thắng. Phần màu xanh có hình ảnh con bạch mã (mà nhiều người cho rằng là con bạch mã của Simon Bolivar) đang chạy, tượng trưng cho sự tự do và nền độc lập của đất nước.
Phía trên quốc huy Venezuela có hai chiếc sừng sung túc, thể hiện ý nghĩa về sự thịnh vượng kèm theo rất nhiều những bông hoa nhiệt đới. Hai bên quốc huy la một cành cây ôliu và một cành cây cọ được buộc vào phía dưới quốc huy cùng với một dải băng ba màu quốc kỳ với các dòng chữ:
| 19 de Abril de 1810    | 20 de Febrero de 1859 |
| Independencia          | Federación            |
| República de Venezuela |                       |